# Explosion du 7 mars 2023 à Dacca
L'explosion du 7 mars 2023 à Dacca est survenue le 7 mars 2023 lorsqu'une explosion s'est produite dans un marché de Dacca, au Bangladesh, tuant au moins 17 personnes et faisant plus de 140 blessés,. L'explosion a eu lieu vers 17 h 0, heure locale, dans un bâtiment de marché très fréquenté du bazar de Siddiq dans le vieux Dacca (en).

## Contexte
Il s'agissait de la troisième explosion survenue au Bangladesh en une semaine après l'explosion d'une usine d'oxygène à Sitakunda et d'un autre bâtiment sur Mirpur Road à Dacca. Des explosions similaires se sont produites au cours des deux dernières années au Bangladesh, notamment l'explosion à l'intérieur d'un bâtiment Moghbazar à quatre étages, qui a entraîné l'effondrement et l'abandon du bâtiment. L'explosion s'est produite dans un magasin qui vendait des produits sanitaires au rez-de-chaussée du bâtiment. Les autorités n'ont pas été en mesure de fournir immédiatement la raison de l'explosion.

## Réactions
Plus de 140 personnes ont été amenées au Dhaka Medical College Hospital (en). Aucun incendie ne s'est déclaré après l'explosion. Plus de 150 pompiers étaient sur place pour participer aux secours. Le bataillon d'action rapide (RAB) a déclaré que le gaz accumulé dans le sous-sol du bâtiment pourrait être à l'origine de l'explosion. Cependant, le directeur de Titas Gas, Mohammed Salim Mia, a déclaré qu'il n'avait trouvé aucune preuve de cette hypothèse.